# 国土形成計画法
国土形成計画法（こくどけいせいけいかくほう、昭和25年5月26日法律第205号）は、国土形成計画の方法と手続に関する日本の法律である。1950年に国土総合開発法として制定され2005年の改正により現在の題名となった。
これにより、国土総合開発法に基づき過去5回作成された全国総合開発計画（全総計画）に代わる、新しい国土形成計画（全国計画）が2008年7月4日に閣議決定された。

## 2005年の制度改正の経緯
これまでの日本の国土政策は、全総計画によってその基本的方向が示されてきた。全総計画は、1962年の第1次の「全国総合開発計画」以来、経済成長のひずみともいえる地域間の所得格差の拡大、大都市圏の過密問題、地方の農山村の過疎問題、社会資本整備の立ち遅れといった諸問題に対処し、国土の均衡ある発展を実現することを目的として、第5次の計画である1998年の「21世紀の国土のグランドデザイン」に至るまでおよそ10年ごとに策定されてきた。
全総計画を中心とする国土政策は、工業の地方分散や地域間の所得格差の縮小などの成果をあげてきた。
しかしながら、日本が人口減少時代を迎えている今日、開発基調、量的拡大を指向する全総計画は時代に合わなくなってきた。このため、国土計画制度が抜本的に見直され、新たに国土形成計画を策定されることとなった。

## 改正のポイント
制度改正のポイントの第1は「開発中心主義からの転換」である。成熟社会型の計画とするため、計画の対象事項を見直すとともに、国土形成計画の基本理念の中においても「特性に応じて自立的に発展する地域社会」、「国際競争力の強化及び科学技術の振興等による活力ある経済社会」、「安全が確保された国民生活」、「地球環境の保全にも寄与する豊かな環境」といった言葉が示されている。法律や計画の名称から「開発」の文字が消えたことはその象徴と言えよう。
第2のポイントは「国と地方の協働によるビジョンづくり」である。全国計画の他に、ブロック（例えば東北、九州など）単位の地方ごとに、国と都府県等が適切な役割分担のもと、相互に連携・協力して作成する広域地方計画を創設し、二層の構成とした。この広域地方計画の作成・実施に当たっては、国の地方支分部局、関係都府県、政令市、地元経済界等が対等な立場で協議する広域地方計画協議会が組織される。さらに、地方公共団体から国への計画提案制度や国民の意見を反映させる仕組みが新たに設けられた。このようにして、従来の国主導、中央集権的と言われた計画制度から、地域の自律性を尊重し国と地方公共団体のパートナーシップの実現を図る計画制度への転換を図っている。

## 国土形成計画法施行令
- 本項目の国土形成計画法第9条第1項及び第10条第1項に基づき、この施行令が制定されており、本項目の施行令が適用される広域地方計画区域は、北海道と沖縄県を除く45都府県と、札幌市を除く19政令指定都市（2012年4月1日以降）である。
- 広域地方計画協議会を設置することが義務付けられており、各地方毎に上記の区域に該当する地方支分部局（管区警察局、総合通信局、財務局など）と上記の地方自治体で構成されている。

## 計画策定の完了
2009年8月4日、国土交通大臣により「広域地方計画」が決定された。これにより、国土形成計画の全国計画、および北海道と沖縄県を除く東北から九州まで各地域ブロックの計画の策定が完了した。